# Neoconis marginata
Neoconis marginata är en insektsart som beskrevs av Meinander 1972. Neoconis marginata ingår i släktet Neoconis och familjen vaxsländor. Inga underarter finns listade i Catalogue of Life.